# 作品劇場
作品劇場（法語：Théâtre de l'Œuvre）是位於法國首都的一家劇院。作品劇場創立於1893年，是象徵主義運動家的重要表現舞台。